# 観世能楽堂
観世能楽堂（かんぜ-のうがくどう）は東京都中央区銀座六丁目のGINZA SIX地下にある一般社団法人観世会（観世流）が運営する能楽専門の公演場である。以前は渋谷区に所在していた。

## 前身
1901年に当時の東京市牛込区新小川町（現在の東京都新宿区）に開場した観世舞台、さらに1954年に大曲（現在の東京都新宿区）に開場した観世会館が、観世能楽堂の前身である。

## 松濤
1972年、渋谷区松濤の旧鍋島邸跡地に552席収容の能楽堂が建設された。しかし施設の老朽化や建て替えが困難などから2015年に閉場した。

## 銀座
銀座六丁目のGINZA SIX地下3階にあり、2017年4月20日に落成。480席収容の能楽堂である。正式名称は二十五世観世左近記念観世能楽堂。